# 板岩

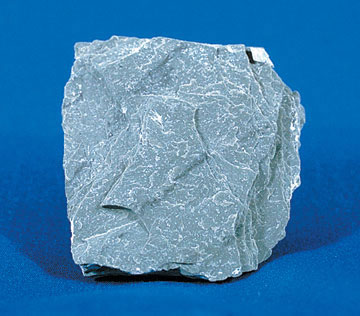

板岩（英文：slate），其结构有变余结构、隐晶质结构，构造为板状构造。基本没有重结晶的岩石，是一种变质岩，原岩为页岩、泥岩、粉砂岩或中性凝灰岩，沿層理方向可以剥成薄片。板岩的颜色随其所含有的礦物不同而变化，含铁的为红色或黄色；含碳质的为黑色或灰色；含钙質的遇盐酸会起泡。一般以其颜色或成分命名分類，以颜色分类如：绿色板岩、黑色板岩等，以成分分类如：钙质板岩、炭质板岩、凝灰质板岩等。
在板岩含量豐富的地区，板岩經常用来作为屋顶的瓦使用，也可製成書寫用的小黑板。

## 附註
1. ↑  R. W. Raymond, Slate, A Glossary of Mining and Metallurgical Terms （页面存档备份，存于）, American Institute of Mining Engineers, 1881; page 78.

嗨